# DeLorme
A DeLorme é produtora de tecnologia de rastreamento, mensagens e navegação pessoal por satélite. O principal produto da empresa, o inReach, integra tecnologias de GPS e satélite. inReach fornece a capacidade de enviar e receber mensagens de texto em qualquer lugar do mundo (inclusive quando estiver fora do alcance do telefone celular) usando a constelação de satélites Iridium. Ao emparelhar com um telefone inteligente, é possível navegar com acesso a mapas topográficos para download gratuitos e gráficos NOAA. Em 11 de fevereiro de 2016, a empresa anunciou que havia sido comprada pela Garmin, produtora multinacional de produtos e serviços de GPS.
A DeLorme também produz atlas impresso e produtos de software topográfico. A empresa combina tecnologias digitais com editores humanos para verificar informações de viagem e detalhes de mapas. O DeLorme Atlas & Gazetteer é um complemento ao GPS de um veículo ou site de mapeamento on-line, permitindo que o viajante navegue e destaque a rota prevista e as possíveis atividades ou excursões ao longo do caminho ou no destino. O software Topo da DeLorme é uma das fontes de trilhas na América do Norte, registrando dados de estradas e terrenos para os amantes de atividades ao ar livre. O Topo 10 possui mapas topográficos dos EUA e Canadá e dados de elevação com mais de quatro milhões de locais de interesse. O Topo inclui dados abrangentes de parques, lagos, rios e riachos para todos os 50 estados. DeLorme continua a vender atlas de papel, com mais de 20 milhões de cópias vendidas até o momento.
Fundada em 1976, a DeLorme está sediada em Yarmouth, Maine e abriga Eartha, o maior globo giratório do mundo.

## História
A empresa foi fundada em 1976 por David DeLorme, que, frustrado com os mapas obsoletos do interior da região de Moosehead Lake, no Maine, prometeu criar um mapa melhor do Maine.
DeLorme combinou mapas de rodovias estaduais, municipais e municipais, além de pesquisas federais para produzir o Maine Atlas and Gazetteer, que foi impresso em um livro de grande formato com uma impressão inicial de 10.000 exemplares, comercializados em seu carro. O The Gazetteer, que listou trilhas de bicicleta, canoagem e passeios de caiaque, além de museus e locais históricos, mostrou-se bastante bem-sucedido.
A empresa expandiu para 75 funcionários em 1986, trabalhando em uma cabana Quonset em Freeport, Maine, produzindo mapas para a Nova Inglaterra e o norte de Nova York.
Em 1987, a empresa produziu um CD com dados detalhados de mapas topográficos de todo o mundo.
Em 1991, a DeLorme começou a vender o Street Atlas USA em um único CD-ROM, tornando-se o CD de mapas de rua mais popular nos Estados Unidos, bem como um dos primeiros produtos de software de CD-ROM para consumo em massa de qualquer tipo.
Em 1995, a DeLorme detinha 44% da participação de mercado nos mapas de CD. No mesmo ano, a empresa fez parceria com a American Automobile Association (AAA) para produzir o AAA Map 'n Go, o primeiro produto de mapeamento a gerar roteamento automático.[carece de fontes?] Eles também introduziram o receptor GPS DeLorme para trabalhar com seus mapas.
Em 1996, ele introduziu seus mapas no ambiente PDA via Palm.
Em 1997, a empresa mudou-se para um novo campus corporativo em Yarmouth, Maine, que apresenta um modelo gigante do mundo, chamado Eartha, o maior globo rotativo do mundo. A empresa forneceu sessões educacionais geográficas gratuitas para milhares de crianças em idade escolar ao longo dos anos e o público é convidado a visitar e ver Eartha nas varandas de três andares.
Em 1999, a DeLorme lançou os produtos 3D TopoQuad para DVD e CD, que incluem mapas topográficos digitalizados dos EUA.
Em 2001, o programa profissional de mapas GIS do XMap foi produzido em CD e um XMap expandido foi lançado em 2002, modificado para fornecer funcionalidade de GPS ao Palm OS e Pocket PC.
Em 2005, a DeLorme se tornou a primeira empresa a vender um dispositivo USB de GPS, o Earthmate GPS LT-20. Ao mesmo tempo, começou a oferecer quadras por satélite e USGS de 7,5 minutos para download que poderiam ser sobrepostas em seus mapas usando um novo recurso NetLink. Modelos anteriores do Earthmate estavam entre os primeiros receptores de GPS conectados a laptops.
Em 2006/2007, a empresa lançou seu primeiro receptor GPS completo, o Earthmate GPS PN-20. Em 2008, a empresa continuou a expandir sua linha de GPS portátil com o modelo Earthmate GPS PN-40. A DeLorme também começou a vender módulos GPS OEM, permitindo que outros fabricantes adicionassem GPS aos seus produtos. Além disso, a empresa começou a vender dados para empresas.
Em 2009, DeLorme lançou o DAE (Atlas Digital da Terra). É o primeiro mapa topográfico preciso do GPS em todo o mundo, com uma escala de 1 a 50.000. DAE é o mapa oficial do mundo para os militares dos EUA e da Austrália. É um globo virtual da Terra com quase 1.000 pés de diâmetro.

## Aquisição
Em 11 de fevereiro de 2016, a empresa de produtos e serviços GPS Garmin anunciou que havia concordado em comprar a DeLorme. O anúncio afirmava que as operações nas instalações de DeLorme em Yarmouth continuariam. Outro anúncio (3 de março de 2016) confirmou a aquisição.